# Khmerové

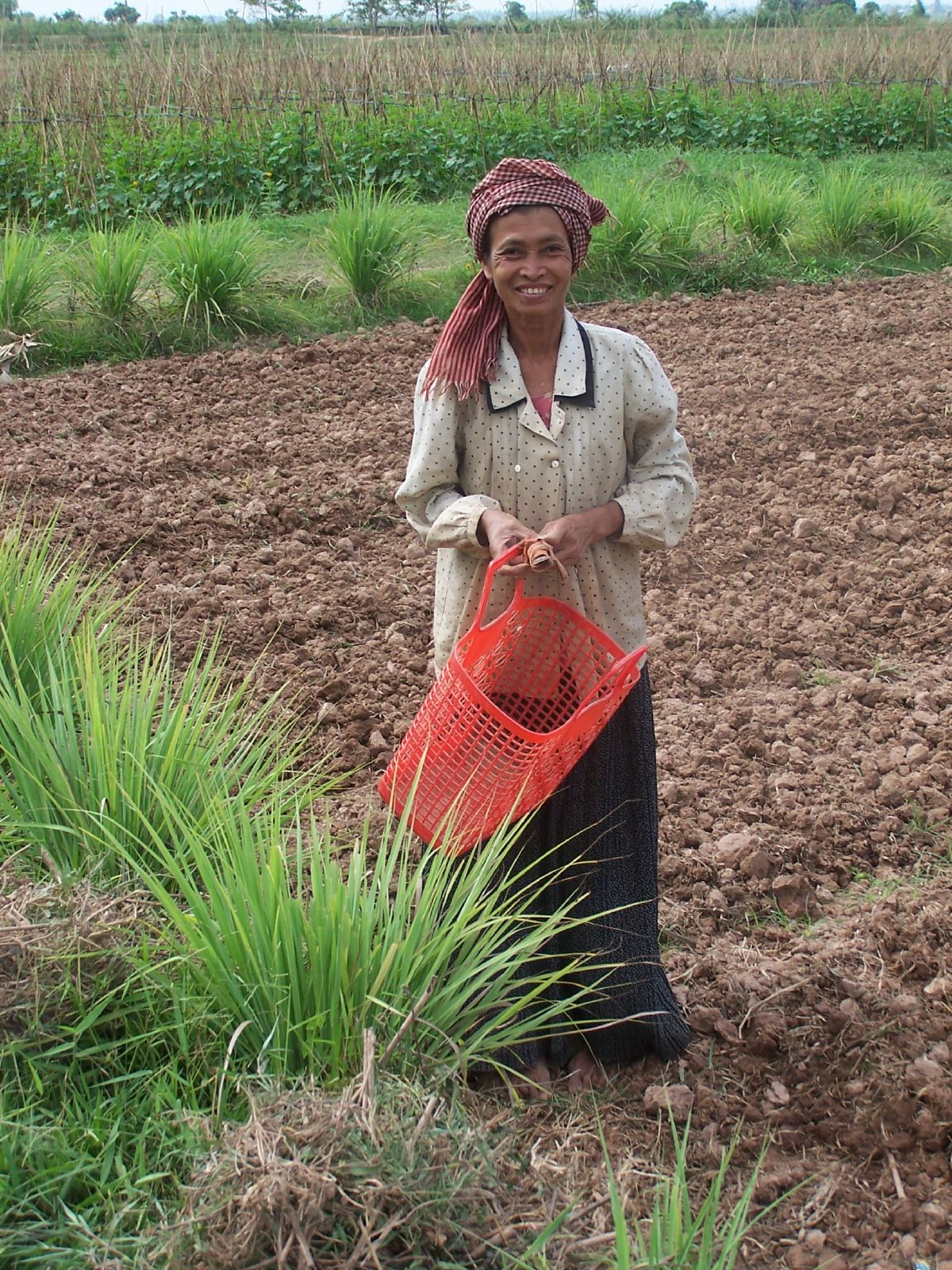
Khmerská žena

Khmerové je převládající etnická skupina v Kambodži, ve které žije okolo čtrnácti miliónů obyvatel a Khmerové tvoří asi 90 % z nich. Žijí i v dalších zemích, zejména ve Vietnamu a Thajsku, dále i mimo asijské státy jako je Francie či Spojené státy. Khmerové hovoří khmerštinou. Převážná část z nich vyznává buddhismus, avšak ve specifické synkretické podobě, ve které se objevují četné prvky hinduismu, animismu a kultu předků.